# Ленко
„Ленко“ е български 2-сериен телевизионен игрален филм (приключенски, драма) от 1979 година на режисьора Васил Мирчев, по сценарий на Слав Г. Караславов. Оператор е Цветан Чобански.
Филмът е направен по едноименната повест на Георги Караславов.

## Серии
- 1. серия – 65 минути
- 2. серия – 71 минути [1].

## Актьорски състав
| Роля                            | Изпълнител          |
| ------------------------------- | ------------------- |
| Ленко                           | Пламен Христов      |
| Жеко мелничаря, бащата на Ленко | Досьо Досев         |
| майката на Ленко                | Минка Сюлеймезова   |
| Искра                           | Елка Бантулова      |
| господин Кумю Паламидов         | Сава Хашъмов        |
| капитан Киров                   | Васил Попилиев      |
| бащата на Паламидов             | Димитър Панов       |
| Андрей – командир на отряда     | Лъчезар Стоянов     |
| партизанин                      | Ириней Константинов |
| г-н Кикиридков                  | Антон Карастоянов   |
| подпоручик                      | Кольо Дончев        |
| Тодор                           | Стефанос Гулямджис  |
| офицер                          | Вельо Горанов       |
| Минко, вуйчото на Ленко         | Добромир Манев      |
| околийски                       | Иван Йорданов       |
|                                 | Богомил Симеонов    |
|                                 | Димитър Милушев     |
| Учителката на Ленко             | Роси Русева         |